# المعرض والمتحف الدولي للسيرة النبوية والحضارة الإسلامية
```
يقع المقر الرئيس 
للمعرض والمتحف الدولي للسيرة النبوية والحضارة الإسلامية
، في الجهة الجنوبية من 
الروضة
 المباركة بجوار المسجد النبوي الشريف بالمدينة المنورة في المملكة العربية السعودية، وتشرف عليه 
رابطة العالم الإسلامي
[
3
]
، وهو متخصص في التعريف بالإسلام وقيمه، ومبادئه، من خلال إعادة تناول وعرض التفاصيل الدقيقة لسيرة نبي الإسلام محمد بن عبد الله
ﷺ
،اعتماداً على ما ورد في 
القرآن الكريم
 
والسنة النبوية،
 ويستخدم المعرض في ذلك وسائل عرض 
تقنية
 وتفاعلية حديثة.
[
3
]
[
4
]
[
5
]
```

## الأهداف
- التعريف بالله عز وجل، وأسمائه وصفاته، ودلائل قدرته.
- التعريف بالإسلام وقيمه ومبادئه.
- عرض سيرة نبي الإسلام محمد بن عبد اللهﷺ.
- التعريف بالأنبياء والرسل عليهم الصلاة والسلام.
- التعريف بالآثار الإسلامية، والمعالم الحضارية الإسلامية.
- الاستفادة من ثقافة العرض الممتع التي تتميز بها المعارض والمتاحف، واستخدامها في عرض السيرة النبوية.
- استخدام التقنيات الحديثة في عرض موضوعات السيرة النبوية والتفاعل معها.[5]

## الموضوع
السيرة النبوية والحضارة الإسلامية

## لغات العرض
الإنجليزية، والفرنسية، والإسبانية، والأوردية، والتركية، والإندونيسية.

## وسائل العرض
- لوحات جرافيكس ذات الأبعاد التشكيلية.
- الأطالس العصرية.
- الماكيتات المدعومة بتكنولوجيا الربط التفاعلي.
- البانوراما التعليمية.
- قاعة العرض السنيمائي.
- شاشات العرض ثلاثية الأبعاد.
- تكنولوجيا (التصوير التجسيمي)
- تكنولوجيا (الواقع الافتراضي)
- تكنولوجيا (الواقع المعزَّز)

## أقسام المعرض
- الصالون الملكي.
- جناح الاستقبال.
- جناح التحيات لله عز وجل.
- جناح الأنبياء عليهم الصلاة والسلام كأنك تراهم.
- جناح النبي ﷺ كأنك تراه.
- جناح المرأة
- جناح الطفل.
- جناح النبي ﷺ كأنك معه في مكة المكرمة.
- جناح النبي ﷺ كأنك معه في المدينة المنورة.
- جناح آداب النبي وأخلاقه وفضائله وشمائله.
- جناح أمم أمثالكم.
- جناح الطب والوقاية الصحية.
- جناح الكون والفلك والبيئة
- جناح المتحف النبوي.
- جناح قاعة السنيما.
- جناح السيرة النبوية في ثوبها الجديد.

## العروضات المتحفية والوسائل التعليمية
- البرمة
- الركوة
- الغربال
- الصاع
- المُد
- الأفيق
- العنزة
- المسرجة
- الخمرة
- الخٌف
- العباءة
- الخاتم
- الجراب
- الدرع
- السيف
- المجن
- الراية
- القوس
- الكنانة
- الفأس
- المنجل
- البَكَرة
- الدَّلو
- السهام
- الكنانة

## المؤلفات
- السيرة النبوية في دقائق
- السيرة النبوية اليسيرة
- السيرة النبوية في الدار الآخرة
- سيرة الجسد النبوي الشريف
- النبي وغير المسلمين
- أجمل إنسان في الكون
- الذين يشبهون النبي
- النبي شجاعا
- النبي مصليا
- النبي صابرا
- النبي والتربية الرياضية
- النبي والوسائل التعليمية والتربوية
- المكاييل والموازين والعملات في السيرة النبوية
- النبي والرؤى
- سيرة المسجد النبوي
- إلهام السلام (ديوان شعر)
- الأماكن والبلدان التي زارها النبي أو مر بها أو أقام فيها.
- النبي حاجا ومعتمرا
- لباس النبي وأناقته
- طعام النبي وشرابه
- أثاث النبي ومقتنياته
- أعظم لائحة شرف رجالية
- أعظم لائحة شرف أطفال
- أعظم لائحة شرف نسائية
- روائع الحب والاقتداء
- روائع الأشواق واللثم والعناق
- روائع وصف الصحابة
- إشارات النبي وإيمائاته
- روائع الاقتداء والاقتفاء
- روائع الذكريات
- النبي ووسائل الأمن والسلامة
- روائع الذوق والأناقة
- النبي والوطن
- النبي والمدينة المنورة
- النبي والرياضيات والإحصاء
- النبي خطيباً
- النبي والبيئة
- الشمس في القرآن والسنة
- الرياح في القرآن والسنة
- روائع الحديث عن الحيوانات والطيور وسائر الدواب
- موسوعة الزراعة
- موسوعة الماء
- النبي وجبريل
- موسوعة النبي والقضاء
- حقوق النبي على أمته
- الموسوعة المتحفية
- موسوعة الدلائل النبوية
- موسوعة بيت عائشة
- الموسوعة النوعية للألفاظ الشرعية
- الإسلام في سطور
- النبي والمهام والصناعات والحرف
- موسوعة النبي والطب والوقاية الصحية
- النبي والإنسان (تكريمه – مكانته – حقوقه)
- موسوعة صحابة بيديا
- موسوعة آل البيت بيديا
- موسوعة تابعون بيديا
- موسوعة مخضرمون بيديا [6]